# Andrés Hibernón
Andrés Hibernón Real (Murcia, 1534 – Gandia, 18 aprile 1602) è stato un religioso francescano scalzo spagnolo, beatificato da papa Pio VI nel 1791.

## Biografia
Nacque da una famiglia di nobili decaduti: riuscì ad accumulare un cospicuo patrimonio grazie al suo lavoro, ma venne derubato di tutti i suoi averi.
Deluso dalla natura effimera delle cose terrene, nel 1557 entrò nei francescani del convento di Albacete e nel 1563 passò tra gli scalzi della comunità di Elche.
Rimase sempre un frate laico e si dedicò alle attività più umili e faticose.

## Il culto
Fu proclamato beato da papa Pio VI il 22 maggio 1791.
Il suo elogio si legge nel Martirologio romano al 18 aprile.